# Велимир Сомболац
Велимир Сомболац (сербохорв. Velimir Sombolac, 27 лютого 1939, Баня-Лука — 22 травня 2016, Градишка) — югославський футболіст, що грав на позиції півзахисника, зокрема за клуби «Партизан» та «Олімпія» (Любляна), а також за національну збірну Югославії.
Олімпійський чемпіон. 

## Клубна кар'єра
У дорослому футболі дебютував 1958 року виступами за команду «Борац» з рідного міста Баня-Лука, в якій провів один сезон. 
Своєю грою за цю команду привернув увагу представників тренерського штабу столичного «Партизана», до складу якого приєднався 1959 року. Відіграв за белградську команду наступні шість сезонів своєї ігрової кар'єри.
1965 року перейшов до люблянської «Олімпії», а за п'ять років — до «Орієнта», виступами за яки завершив ігрову кар'єру у 1970—1971 роках.

## Виступи за збірні
1960 року зіграв дві гри за олімпійської збірної Югославії. У складі цієї команди провів 3 матчі і став золотим медалістом Олімпійських ігор 1960 року.
Того ж 1960 року взяв участь у трьох офіційних матчах у складі національної збірної Югославії.

## Титули і досягнення
- Олімпійський чемпіон (1): 1960